# 李如林
李如林（1955年1月—），男，河南泌阳人，中华人民共和国二级大检察官。

## 生平
1972年12月参加工作，1975年6月加入中国共产党。在职毕业于中央党校研究生班法学理论专业。曾任成都警备区教导队队长，中共金堂县委常委、武装部副部长，金牛区武装部部长、区委常委，中共四川省委组织部人武干部处处长、省委政法委秘书长。1998年任四川省司法厅常务副厅长。2009年3月任中华人民共和国司法部政治部主任。2009年9月任最高人民检察院政治部主任、党组成员。2014年4月24日，被全国人大常委会任命为最高人民检察院副检察长。